# Jus puniendi
O jus puniendi é uma expressão latina que pode ser traduzida literalmente como direito de punir do Estado. Refere-se ao poder ou prerrogativa sancionadora do Estado. Etimologicamente, a expressão jus equivale a direito, enquanto a expressão puniendi equivale a castigar, de forma que tanto se traduzi-la literalmente como o direito de punir ou direito de sancionar. Esta expressão é usada sempre em referência ao Estado frente aos cidadãos.

## Introdução: Direito Penal Objetivo e Direito Penal subjetivo
O Direito Penal pode ser entendido em dois sentidos diferentes: o objetivo e o subjetivo. Para Mir Puig, o Direito objetivo equivale ao conjunto das normas penais. Por sua vez, o Direito subjetivo (também chamado jus (ou ius) puniendi ou direito de punir) é o direito que corresponde ao estado de criar e aplicar o Direito Penal objetivo. O direito penal subjetivo se refere basicamente à individualização, vale dizer, à subjetivização do Direito Penal.
Dessa forma a subjetividade na hora de punir está implicita ao Estado, de tal forma que a verdadeira punicao se dá de maneira parcial e favorecendo o egocentrismo estatal.
(Referência: MIR PUIG, Santiago. Derecho Penal. Parte General, 8ª Ed. Reppertor, Barcelona, 2008)

## Fundamento do jus puniendi estatal
Assim, Historicamente, o Estado passou a monopolizar o poder de punir. Solo o jus puniendi estatal pode operar como instância de poder público capaz de resolver o conflito criminal de forma institucional, racional e previsível, formalizada, eficaz e igualitária, com criterioso respeito às garantias individuais. Só o jus puniendi estatal se vê em condições de assegurar a justa tutela dos bens jurídicos fundamentais, vedando a justiça privada.
Politicamente, o debate sobre o jus puniendi nos leva aos alicerces ideológicos e sucessivos modelos de Estado: absoluto, liberal e intervencionista. Era o Estado do "deixe fazer" ou "laissez-faire".
Questionou-se do Estado Absoluto o poder que este poderia ter de privar seus cidadãos de seus dieritos, como se justificaria a intervenção penal, a punição.
O Estado Liberal, depositário, administrador e curador das liberdades públicas individuais, passou-se ao Estado Social, ou do Bem-estar social, conhecido por "Welfare State", que intervêm ativamente como gestor dos processos sociais. Assim foi que o jus puniendi converteu-se em um poderoso instrumento de Política Criminal em base de prevenção do delito. Desta forma, as medidas de segurança, juntamente com a pena, são fiéis expoentes dessa transformação.
Os postulados do Estado Social, com a direção da Política Criminal, foram defendisos por Franz Von Liszt. Segundo este autor, o Estado intervencionista pretendia reagir ante a ineficácia do Direito Penal clássico e liberal.
No entanto, após a Segunda Guerra Mundial, pôde-se comprovar como um Estado intervencionista pode representar riscos significativos para as garantias individuais. Tornou-se claro que é necessário submeter o jus puniendi a limites. Como afirmou Mir Puig, o Estado Social e Democrático deve ser um complemento do Estado Clássico e do Liberal, não uma alternativa. O jus puniendi deverá respeitar sempre os limites próprios de uma concepção garantista do Estado.
Juridicamente, é comum distinguirem-se das manifestações de jus puniendi: o direito do Estado de estabelecer normas penais e o direito do Estado de exigir o cumprimento destas.
O primeiro momento do jus puniendi surge com o poder legislativo, quando imbui-se de ditar normas panais: o poder político penal, segundo Rocco. Já conforme Mayer, o problema é constucional, não político.
Num segundo momento, o direito do Estado de exigir o cumprimento das penas vem imposto pela própria lei: da violação desta surge o direito do Estado de aplicar e executar a pena.
(Referência: MOLINA, Antonio Garcia-Pablos de. Introducción al Derecho Penal, Ed. Universitaria Ramón Areces, Madrid, 2005)

## Natureza do jus puniendi
A natureza do jus puniende pretende buscar uma fundamentação para seus limites.
Binding parte da distinção norma - lei. A missão principal de toda norma é estabelecer a "obediência", existindo um direito de exigir seu cumprimento. Portanto, a conduta contrária à norma é um delito que merece um castigo. Com a lei penal surge um novo direito subjetivo à "pena", pelo que a lesão ao direito de obediência é a fonte do direito penal subjetivo.
A doutrina majoritária opta por uma denominação tradicional do jus puniendi como direito subjetivo, com intervenção punitiva do Estado. Por outro lado, alguns autores questionam tal natureza e preferem referir-se a um poder de punir.
O conceito de Direito Penal subjetivo está sujeito a objeções. Assim, Ferri adverte que o delito não pode equiparar-se a um negócio jurídico, pois Estado e delinquente não encontram-se em plano de igualdade, uma vez que o primeiro dita a lei em cumprimento ao seu poder de defesa social, enquanto o autor da infração depara-se com o poder punitivo como uma potestade soberana.
Dentro da natureza do jus puniendi, há que se distinguir três momentos na vida da norma:
1º. Antes de emanar a norma jurídica. Neste momento, não se pode falar com rigor de jus puniendi, de um direito subjetivo de punir.
2º. Após ditada a norma jurídica. Surge o dever de obediência do cidadão e o direito subjetivo do Estado de exigir essa obediência.
3º. Quando se infringe a norma jurídica, nasce o direito subjetivo do Estado de punir, derivado da violação da norma pelo infrator.
(Referência: MOLINA, Antonio García-Pablos. Introducción al Derecho Penal, Ed. Universitaria Ramón Areces, Madrid, 2005)

## O titular do jus puniendi
Menos polêmico é o tema do titular do jus puniendi. Em épocas passadas, uma série de instituições foram suas titulares, mas na atualidade o jus puniendi é intransferível, indelegável e não suscetível de ser compartilhado por uma pluralidade de titulares.
O problema surge em relação aos "delitos de ação privada", cuja persecução requer a prévia interposição de uma "queixa". No Brasil, a ação penal é pública ou privada (Art. 100, caput, do Código Penal).
Na atualidade, somente uma intervenção pública garante a máxima eficácia preventiva, e portanto as fórmulas privadas põem em perigo não só as garantias irrenunciáveis dos cidadãos, como também a própria capacidade preventiva do sistema. Nem a sanção administrativa, nem a reparação civil, nem qualquer outro substituto privativo cumpre a função que assume a pena.
(Referência: MOLINA, Antonio Garcia-Pablos de. Introducción al Derecho Penal, Ed. Universitaria Ramón Areces, Madrid, 2005. BONFIM, Edilson Mougenot. Direito Penal Parte Geral. São Paulo: Saraiva, 2004)